# Reprezentacja Finlandii w unihokeju kobiet
Reprezentacja Finlandii w unihokeju kobiet – drużyna reprezentująca Finlandię w rozgrywkach międzynarodowych w unihokeju kobiet.

## Historia
Reprezentacja Finlandii podobnie jak reprezentacja męska jest drugą najbardziej utytułowaną drużyną, która w swym dorobku posiada m.in. dwa złote medale zdobyte na MŚ w 1999 i 2001 roku.

## Udział w imprezach międzynarodowych

### Mistrzostwa Europy
| Rok     | M | Z | R | P | Suma  | +/- | Miejsce   |
| ------- | - | - | - | - | ----- | --- | --------- |
| ME 1995 | 6 | 4 | 0 | 2 | 46:10 | +36 | 3.miejsce |

### Mistrzostwa Świata
| Rok     | M  | Z  | R | P  | Suma    | +/-  | Miejsce   |
| ------- | -- | -- | - | -- | ------- | ---- | --------- |
| MŚ 1997 | 6  | 5  | 0 | 1  | 53:10   | +43  | 2.miejsce |
| MŚ 1999 | 5  | 4  | 0 | 1  | 37:13   | +24  | mistrz    |
| MŚ 2001 | 5  | 5  | 0 | 0  | 31:4    | +27  | mistrz    |
| MŚ 2003 | 5  | 4  | 0 | 1  | 35:10   | +25  | 3.miejsce |
| MŚ 2005 | 5  | 3  | 0 | 2  | 24:14   | +10  | 2.miejsce |
| MŚ 2007 | 6  | 5  | 0 | 1  | 44:11   | +33  | 2.miejsce |
| MŚ 2009 | 6  | 4  | 0 | 2  | 27:21   | +6   | 3.miejsce |
| MŚ 2011 | 6  | 5  | 0 | 1  | 47:8    | +39  | 2.miejsce |
| MŚ 2013 | 6  | 4  | 0 | 2  | 32:20   | +12  | 2.miejsce |
| MŚ 2015 | 6  | 5  | 0 | 1  | 49:14   | +35  | 2.miejsce |
| Razem   | 56 | 44 | 0 | 12 | 379:125 | +254 |           |

### Kwalifikacje do MŚ
- - nie brały udziału